# Prîșcepivka, Novomîrhorod
Prîșcepivka (în ucraineană Прищепівка) este un sat în așezarea urbană Kapitanivka din raionul Novomîrhorod, regiunea Kirovohrad, Ucraina.

## Demografie
Componența lingvistică a localității Prîșcepivka
     Ucraineană (96,59%)
     Rusă (1,86%)
     Belarusă (1,24%)
Conform recensământului din 2001, majoritatea populației localității Prîșcepivka era vorbitoare de ucraineană (96,59%), existând în minoritate și vorbitori de rusă (1,86%) și belarusă (1,24%).